# Salvo Vitale
(Salvo Vitale)
Salvatore Vitale, detto Salvo (Cinisi, 16 agosto 1943 – Partinico, 19 agosto 2025), è stato uno scrittore e poeta italiano, noto soprattutto per l'amicizia con Peppino Impastato, col quale ha condiviso numerose battaglie sociali e politiche.

## Biografia
(Salvo Vitale)
Nacque a Cinisi da Vincenzo Vitale e Calogera Maltese. Il padre partecipò alla guerra civile spagnola, riportando l'amputazione della mano destra. La mutilazione non gli impedì di coltivare il suo amore per la musica e per la poesia e di trasmetterlo al figlio. Impiegato presso l'Ospedale Psichiatrico di Palermo, malgrado il suo basso livello d'istruzione scolastica, scrisse un centinaio di composizioni e due libri. La madre era figlia di un facoltoso proprietario terriero di Cinisi, i cui terreni furono poi espropriati e destinati alla costruzione della terza pista dell'aeroporto di Punta Raisi.
Salvo Vitale inizia gli studi elementari a Terrasini, per poi frequentare il triennio di scuola media presso il Seminario Arcivescovile di Monreale e completare gli studi superiori al Liceo Classico di Partinico. È stato, a partire dagli anni '60, uno dei protagonisti della vita culturale del suo paese, Terrasini, partecipando alle attività del locale Centro di Lettura, dove fondò un giornalino locale denominato "L'occhio olimpico". Dal 1964 al 1968 è stato corrispondente locale del giornale "L'Ora" di Palermo, uno dei primi quotidiani a parlare di mafia, col quale collaboravano anche i giornalisti Cosimo Cristina, Mauro De Mauro e Giovanni Spampinato.
Nel 1964 sposò, in nozze civili, Silvana Faletra e dal matrimonio nacquero tre figli. Due anni dopo, nel 1966, creò con alcuni amici il complesso musicale "The Kriminals", dove suonava la chitarra solista e partecipò alla creazione di una Sezione Giovanile Socialista a Terrasini ma se ne distaccò presto, interessandosi alle tematiche della sinistra extra-parlamentare assieme al gruppo di Peppino Impastato. Iscritto alla facoltà di filosofia di Palermo, partecipò, assieme a Peppino, alle lotte studentesche e all'occupazione della facoltà di Lettere nel 1968, ed essendo direttamente coinvolto, fu, sempre con Impastato, uno degli organizzatori delle lotte dei contadini di Punta Raisi, contro la costruzione della terza pista. Nel frattempo si era iscritto al primo corso di chitarra classica aperto presso il Conservatorio di Palermo e lo frequentò per tre anni.
Nel 1969 si laurea in Filosofia con una tesi sulla fenomenologia di Husserl, relazionata dal filosofo Santino Caramella. Insegna per quattro anni in Sardegna, alla Scuola Media di Tertenia e al Liceo Scientifico di Macomer (Nu). Trasferito in Sicilia nel 1974, ha insegnato per quattro anni presso il Liceo Scientifico di Lercara Friddi e ha completato, dal 1978 al 2003, la carriera di docente di storia e filosofia presso il Liceo Scientifico di Partinico. 

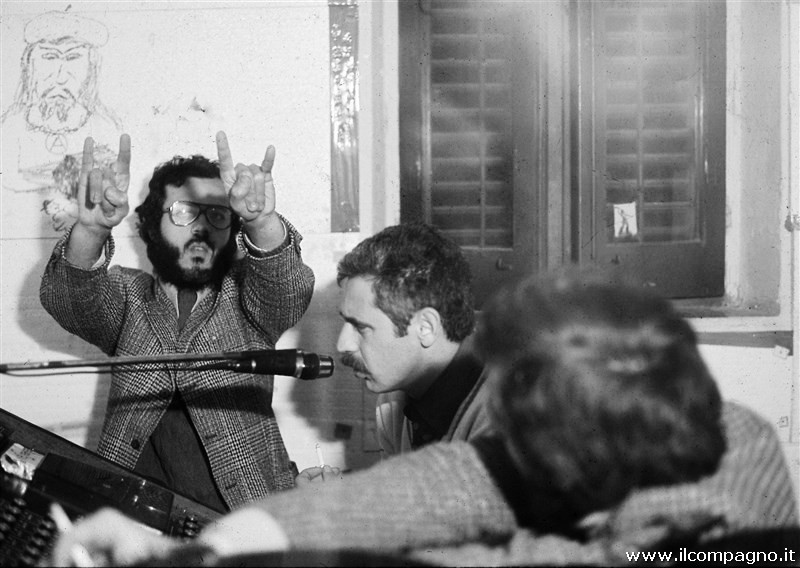
Salvo Vitale a Radio Aut

Sin dalla sua fondazione, nel 1977, è stato conduttore di Radio Aut, dove con Peppino Impastato e gli altri collaboratori, denunciava i delitti e le attività illecite dei mafiosi di Cinisi e Terrasini, a partire dal capomafia Gaetano Badalamenti che, all'interno del programma "Onda pazza", chiamavano ironicamente "Tano seduto". La radio venne impiantata a Terrasini, a pochissimi chilometri da Cinisi, sia per avere una migliore diffusione sia perché, come ha spiegato l'insegnante, Peppino aveva la sensazione di non sentirsi più sicuro a Cinisi. Dalla morte di Impastato, avvenuta per mano di Cosa nostra il 9 maggio 1978, Vitale si batte per preservarne la memoria. All'amico ha dedicato numerosi libri e poesie. Inoltre, molti dei suoi scritti, conservano ancora lo stile utilizzato alla conduzione della radio.
(Salvo Vitale)
Dal 1996 è sposato con Dina Provenzano e vive a Partinico, da dove collabora con le testate giornalistiche Antimafia Duemila, "I Siciliani giovani" e con altri giornali, riviste e blog. Si occupa di ricerche storiche, antropologiche e sociologiche, di educazione alla legalità ed educazione antimafia nelle scuole. Ha curato, per 10 anni, il sito www.peppinoimpastato.com, cura il suo personale sito www.ilcompagno.it ed è redattore capo dell'emittente televisiva Telejato, dove segue in particolare le vicende dei beni sequestrati e confiscati alla mafia.
È stato fondatore e presidente dell'Associazione Culturale Peppino Impastato di Cinisi.
Celebre il suo monologo a Radio Aut la notte della morte di Peppino Impastato, recitato anche nel film I cento passi dall'attore Claudio Gioè, nel ruolo di Salvo Vitale: "Stamattina Peppino avrebbe dovuto tenere il comizio conclusivo della sua campagna elettorale. Non ci sarà nessun comizio e non ci saranno più altre trasmissioni. Peppino non c’è più [...]".
È apparso nella docuserie Netflix Vendetta, guerra nell'antimafia, distribuita il 24 settembre 2021, che vede protagonisti il giornalista Pino Maniaci e l'ex giudice Silvana Saguto.

## Opere

### Libri
- Salvo Vitale, La famiglia tra realtà e desiderio, una ricerca psicologica sui rapporti familiari nel periodo adolescenziale, condotta con l’equipe universitaria della psicologa Gigliola Lo Cascio.
- Salvo Vitale, Droga e informazione, Promopress Palermo, 1993,  una ricerca sul livello di conoscenza delle droghe presso i giovani.
- Salvo Vitale, Nel cuore dei coralli, Soveria Mannelli, Rubbettino, 1995,  una biografia di Peppino Impastato e delle vicende legate alla sua figura, da cui è stata tratta la scenografia del film di Marco Tullio Giordana "I cento passi". Il libro è stato ripubblicato in edizione interamente rinnovata, nel 2008, e con nuova edizione ampliata nel 2016, con il titolo "Peppino Impastato, una vita contro la mafia". Un’edizione particolare è stata pubblicata nel 2016 da "Il sole 24 ore", ISBN 9788849801491.
- Salvo Vitale, Le torri del distretto, Partinico, tipografia Sicilgrafica, 1996,  uno studio sui beni culturali di Partinico e, in particolare sulle torri rustiche presenti sul suo territorio. Una mostra permanente di questo lavoro è visitabile presso l'aula magna del Liceo Classico di Partinico.
- Salvo Vitale, Quasi un urlo di libertà, poesie per Peppino Impastato, Palermo, Edizioni della Battaglia, 1996.
- Salvo Vitale, Peppino è vivo. Poesie e canzoni per Peppino Impastato, EGA-Edizioni Gruppo Abele, 2008, ISBN 8876706739.
- Salvo Vitale e Guido Orlando, La Radio dei poveri cristi. Il progetto, la realizzazione, i testi della prima radio libera in Italia, collana Fiori di campo, Navarra, 2008, ISBN 978-88-95756-10-3.
- Salvo Vitale, Radio Aut: materiali di un'esperienza di controinformazione, collana Tracce, Roma, Edizioni Alegre, 2008,  raccolta dei radiogiornali trasmessi da Radio Aut, ISBN 9788889772225.
- Salvo Vitale e Guido Orlando, Onda Pazza. Otto trasmissioni satirico-schizofreniche, collana Eretica, prefazione di Vauro, Roma, Stampa Alternativa, 2008, ISBN 978-88-6222-026-2.
- Salvo Vitale e Guido Orlando, Amore non ne avremo. Poesie e immagini di Peppino Impastato, Palermo, Navarra Editore, 2008, ISBN 9788898865673.
- Salvo Vitale, Tre anni con Peppino. Raccolta di immagini da Musica e Cultura alla Manifestazione nazionale contro la mafia (1976-1978), progetto fotografico di Guido Orlando, elaborazione grafica Tipografia Abbate, Cinisi, Associazione Culturale Peppino Impastato, 15 luglio 2008.
- Salvo Vitale e Gaetano Porcasi, Volti, colori, memoria, rassegna della pittura di Gaetano Porcasi, vol. 1, Alcamo, tipografia Campo, 2008.
- Salvo Vitale e Guido Orlando, Onda Pazza 2. Sette nuove trasmissioni satirico-schizofreniche su Terrasini, collana Eretica speciale, prefazione di Paolo Rossi, postfazione di Luigi Ciotti, Roma, Stampa Alternativa, 28 aprile 2010,  testo e cd con registrazioni delle trasmissioni di Radio Aut su Terrasini (Mafiettopoli), ISBN 9788862221238.
- Salvo Vitale, Felicia. Tributo alla madre di Peppino Impastato, collana Fiori di campo, foto di Gabriella Ebano, Pino Manzella e Guido Orlando, Navarra Editore, 1º gennaio 2010, ISBN 9788895756417.
- Salvo Vitale e Gaetano Porcasi, La gente, la terra, la storia, rassegna sulla pittura di Gaetano Porcasi, vol. 2, Palermo, Pietro Vittorietti Editore, tipografia Campo, 1º luglio 2010, ISBN 9788872311301.
- Salvo Vitale, Arrangiamenti. Rabbia in versi (2006-2011), Navarra Editore, 2011, ISBN 9788895756493.
- Salvo Vitale e Gaetano Porcasi, Il tempo, i luoghi, gli uomini, rassegna sulla pittura di Gaetano Porcasi, vol. 3, Palermo, Navarra Editore, tipografia Campo, 1º gennaio 2013, ISBN 9788895756813.
- Salvo Vitale, Cento passi ancora. Peppino Impastato, i compagni, Felicia, l'inchiesta, collana Zonafranca, prefazione di Marco Tullio Giordana, Rubbettino Editore, 2014,  una sintesi autobiografica sui venti anni intercorsi tra la morte di Peppino Impastato (1978) e l'esito del processo (2002), ISBN 9788849841862.
- Salvo Vitale, Era di passaggio. Cronache, curiosità, articoli su Peppino Impastato, collana Officine, Palermo, Navarra Editore, 2016, ISBN 978-88-98865-46-8.
- Salvo Vitale, Peppino Impastato. Una vita contro la mafia, Soveria Mennelli, Rubbettino, 13 ottobre 2016, ISBN 9788849849035.
- Salvo Vitale, Naufragio del tempo, Poesie 1961-68, Trapani, Drepanum, 2016.
- Salvo Vitale e Guido Orlando, Con la voce e le parole di Peppino - Peppino Impastato, le poesie e le trasmissioni a Radio Aut, collana Fiori di campo, Marsala, Navarra Editore, 1º maggio 2018, ISBN 9788898865901.
- Salvo Vitale, Svisature. Cento quasi poesie e un canto per Falcone, Borgetto, Billeci Editore, 2018, ISBN 9788894334029.
- Salvo Vitale, Intorno a Peppino. Tempo, idee, testimonianze su Peppino Impastato, collana Mafia, antimafia e dintorni, Trapani, Di Girolamo, 21 febbraio 2020, ISBN 9788897050575.
- Vincenzo Vitale, Versi, canzoni, storie, memorie, a cura di Salvo Vitale, Borgetto, Billeci Editore, novembre 2020, ISBN 978-8831375399.
- Stefano Venuti, Lu me' cantu anticu. Quasi poesie, a cura di Salvo Vitale, illustrazioni di Domenico Venuti e Maria Angela Venuti, Borgetto, Billeci Editore, dicembre 2020, ISBN 9788831375481.
- Salvo Vitale, Mulinazzo. Punta Raisi – Volti, luoghi, storie d’una terra perduta tra terra, mare, tradizioni e diritti negati, tipografia ArtiGrafiche Abbate, FLAG Golfi di Castellammare e Carini, febbraio 2021.
- Salvo Vitale, In nome dell'antimafia. Cronache da Telejato. Misure di prevenzione e gestione dei beni sequestrati, collana Cronisti scalzi, Napoli, Edizioni Iod, 25 giugno 2021, ISBN 9791280118110.
- Salvo Vitale (a cura di), Leonardo Lo Bianco: Vita, scritti, testimonianze, Borgetto, Billeci Editore, 2021.
- Salvo Vitale e Francesco Billeci, Tiresia il veggente – Vita, morte, passaggi e messaggi del più grande indovino dell’antica Grecia, Borgetto, Billeci Editore, 2022.
- Gaspare Cucinella, Il poeta e il teatrante, a cura di Salvo Vitale, Palermo, Navarra Editore e CMI Edizioni, 2023.
- Salvo Vitale, Cento passi ancora, 2ª ed., Napoli, Edizioni Iod, 2024, ISBN 9791281561229.
- Salvo Vitale, Cento passi avanti e qualche passo indietro, Napoli, Edizioni Iod, 2024, ISBN 9791281561205.
- Salvo Vitale, Accumulazioni, vol. 1, Independently published (Amazon), 28 aprile 2024, ISBN 9798322608608.
- Salvo Vitale, Il resto è poesia, vol. 2, Independently published (Amazon), 28 aprile 2024, ISBN 979-8322622093.
- Salvo Vitale, Dissolvenze, vol. 3, Independently published (Amazon), 28 aprile 2024, ISBN 979-8322623748.
- Salvo Vitale (a cura di), Guido - poesie di Guido Orlando, Independently published (Amazon), 29 agosto 2024, ISBN 979-8337644868.

### Scritti inseriti in altre pubblicazioni
- Salvo Vitale e Andrea Bartolotta, Storia dello scempio del territorio di Terrasini, in Società e storia di un territorio, il partinicese, di Giuseppe Casarrubea e Giuseppe Cipolla, Pietro Vittorietti Editore, Palermo, 1º gennaio 1982,  p. 346, ISBN 9780000359049.
- Salvo Vitale, C'era una volta il Mulinazzo, in Società e storia di un territorio, il partinicese, di Giuseppe Casarrubea e Giuseppe Cipolla, Palermo, Pietro Vittorietti Editore, 1º gennaio 1982,  p. 355, ISBN 9780000359049.
- Salvo Vitale, Educazione e cultura mafiosa, in Quotidiano e immaginario in Sicilia. Burgisi, santi e poveri diavoli nel Partinicese. Antologia di scritti di vari autori, di Giuseppe Casarrubea e Giuseppe Cipolla, Palermo, Pietro Vittorietti Editore, 1984,  p. 76, poi ripubblicato in "Nel cuore dei coralli" op. cit.
- Salvo Vitale, Per un'analisi antropologica sull'economia e sulla cultura del partinicese, in Quotidiano e immaginario in Sicilia. Burgisi, santi e poveri diavoli nel Partinicese. Antologia di scritti di vari autori, di Giuseppe Casarrubea e Giuseppe Cipolla, Palermo, Pietro Vittorietti Editore, 1984.
- Salvo Vitale, Dopo la morte di Peppino: resistere a Mafiopoli, in Umberto Santino (a cura di), L'antimafia difficile, Palermo, Centro Siciliano di Documentazione Giuseppe Impastato, 1989,  pp. 91-98.
- Salvo Vitale, Caso Impastato: dal "ministro degli esteri" al "boss dei due mondi", in Giuseppe Dicevi (a cura di), Progetto dal basso, lo stato di diritto nella scuola e nel territorio, Palermo, 2005.
- Salvo Vitale, La lunga attesa di Felicia, in Umberto Santino e Anna Puglisi (a cura di), Cara Felicia. A Felicia Bartolotta Impastato, Palermo, Centro Siciliano di documentazione Giuseppe Impastato, 1º gennaio 2005.
- Intervista di Roberta Bovenzi, Incontriamo Salvo Vitale, in Nelli Scilabra (a cura di), Peppino Impastato, un giovane raccontato ai giovani, gruppi studenteschi ContrariaMente e La Freccia dell'Università di Palermo, 2007.
- Marco Rizzo e Lelio Bonaccorso, Peppino Impastato. Un giullare contro la mafia, Intervista a Salvo Vitale di Franco Barilli, Becco Giallo, 1º gennaio 2009,  p. 117, ISBN 9788885832527.
- Salvo Vitale, Telejato, fare informazione in terra di mafia. Dalla Radio dei poveri cristi, da Radio Aut a Telejato, collana I pizzini della legalità, Trapani, Coppola editore, 2009.
- Salvo Vitale, Vittime di mafia, a cura di Antonella Colonna Vilasi, collana Mafie, Dissensi, 2012,  p. 141, ISBN 9788896643129.
- Salvo Vitale, Quel giorno a Carini per parlare di Peppino, in AA.VV. (a cura di), Dove Eravamo. Vent'anni dopo Capaci e Via D'Amelio, edizioni 1 e 2, Napoli, Caracò Editore, 2012,  p. 115.
- Salvo Vitale (prefazione), Passaggio di testimone. Undici giornalisti uccisi dalla mafia e dal terrorismo, collana Fiori di campo, illustrazioni di Elena Ferrara, Palermo, Navarra Editore, 2012, ISBN 9788895756776.
- Salvo Vitale, Silloge di quattro poesie, in Immagini, seconda antologia poetica, Roma, Pagine Editore, 2012,  pp. 381-382.
- Salvo Vitale, Silloge di sette poesie, in I poeti contemporanei, Roma, Pagine Editore, 2013,  pp. 89-95.
- Salvo Vitale, Perché questo libro (prefazione), in Giuseppe Dicevi (a cura di), Danilo Dolci. Una vita contro miseria, spreco e mafia, Trapani, Coppola Editore, 2013.
- Salvo Vitale, Per una storia di Borgetto (prefazione), in Franca Citrano (a cura di), Borgetto tra storia e leggenda, Drepanum Editore, 2015.
- Salvo Vitale, Racconti di vita, racconti di scelte, in Diego Protani e Viviana Vacca (a cura di), Sulle labbra del tempo. «Area» tra musica, gesti ed immagini, Caivano, LFA Publisher, 5 dicembre 2017, ISBN 9788899972950.
- Francesco Barilli, Intervista a Salvo Vitale, in Marco Rizzo e Lelio Bonaccorso (a cura di), Peppino Impastato, un giullare contro la mafia, Becco Giallo, 27 ottobre 2016, ISBN 9788899016487.

Altri scritti, articoli, saggi e poesie sono presenti sul sito personale www.ilcompagno.it, sul sito di Teleiato e sul sito Antimafia Duemila

## Onorificenze
- Cittadinanza onoraria Comune di Volpiano (TO), 27 settembre 2015[13]

## Cinema
- I cento passi, film del 2000 diretto da Marco Tullio Giordana[14] dedicato alla vita e all'omicidio di Peppino Impastato, dove Salvo Vitale è interpretato dall'attore Claudio Gioè. La sceneggiatura del film è ispirata al libro Nel cuore dei coralli, una biografia di Peppino Impastato e delle vicende legate alla sua figura, scritto da Vitale.